# PUREX-Prozess
Der PUREX-Prozess ist ein physikalisch-chemisches Verfahren zur Abtrennung von Plutonium und Uran aus Kernbrennstoffen mittels Säuren. Es wurde zur Gewinnung von Waffenplutonium entwickelt, später aber vor allem für die Wiederaufarbeitung abgebrannter Brennelemente aus zivilen Kernreaktoren eingesetzt. 
Die Abkürzung PUREX steht für „Plutonium-Uranium Recovery by Extraction“. Kennzeichnend ist, dass für das Ziel, insb. möglichst reines Plutonium zu erhalten, in Kauf genommen wird, dass die übrigen, teils stark radiotoxischen und langlebigen Bestandteile samt eines gewissen Anteils an Uran und Plutonium vermischt bleiben. Sie können dadurch nicht weitergenutzt werden, insb. nicht für die weitere Kernspaltung, und gelten als Radioaktiver Abfall. 

## Hintergrund
Im zivilen Bereich stellt sich die Frage, was mit abgebrannten Brennelementen passieren soll. Im Fall von Leichtwasserreaktoren, wie sie weltweit de facto Standard bei der zivilen Nutzung der Kernspaltung sind, besteht ein Brennelement üblicherweise aus einem Zirkonium-Hüllrohr, welches Urandioxid enthält, das auf ca. 3–5 % 235U angereichert ist. Nach einiger Zeit im Reaktor reichern sich Spaltprodukte im Brennelement an, die teilweise als Neutronengifte wirken. Gleichzeitig sinkt die Menge an 235U, während durch Neutroneneinfang aus 238U zunächst 239Pu, im weiteren Verlauf andere Plutoniumisotope, sowie so genannte minore Actinoide entstehen. Im kerntechnischen Sinne handelt es sich dabei um alle schweren (Z>90) Radionuklide, die nicht Uran oder Plutonium sind. Da 239Pu spaltbar ist, ist dieser Effekt in gewissen Grenzen sogar erwünscht, da er den Verbrauch des 235U teilweise kompensiert. Allerdings ist der Anteil verzögerter Neutronen bei der Spaltung von 239Pu niedriger als bei der Spaltung von 235U, weswegen die meisten Reaktoren nur einen gewissen Anteil Plutonium im Brennstoff tolerieren. Nichtsdestotrotz läuft gegen Ende des Abbrandes herkömmlichen Uran-Brennstoffs in Leichtwasserreaktoren etwa jede zweite Kernspaltung in 239Pu ab. Insgesamt trägt Plutonium zu circa einem Drittel der Wärmeleistung herkömmlicher Leichtwasserreaktoren (LWRs) bei. An einem gewissen Punkt wird jedoch die Neutronenbilanz in einen Bereich verschoben, die einen sicheren und wirtschaftlichen Betrieb nicht mehr erlaubt. Je nach Reaktortyp ist dieser Punkt zu unterschiedlichen Zeiten erreicht. Der im abgebrannten Brennstoff von LWRs verbleibende Anteil an spaltbaren Plutonium-Isotopen und 235U ist dabei immer höher als in natürlichem Uran und somit prinzipiell ein höherwertiges Uran- bzw. „Plutoniumerz“ als natürliches Uran.
Hinter dem Oberbegriff „Spaltprodukte“ verbirgt sich ein wahres Sammelsurium verschiedener Isotope diverser chemischer Substanzen. Da die allermeisten davon mit einem Neutronenüberschuss erzeugt werden, finden sowohl Betazerfälle als auch Neutronenemissionen statt, bis stabile oder langlebige Isotope erreicht werden. Diese so genannten „verzögerten Neutronen“ machen zwar nur etwas weniger als 1 % aller produzierten Neutronen aus, sind jedoch essentiell für die Steuerbarkeit jeglicher kritischer Kernreaktoren, egal ob sie mit schnellen oder thermischen Neutronen arbeiten. Gleichzeitig wirken einige Spaltprodukte als Neutronengifte, absorbieren also während der Reaktorlaufzeit Neutronen. Somit ist trotz gleicher Ausgangsbedingungen (Spaltung von 235U bzw. 239Pu) das Spektrum der Spaltprodukte einer Atombombe und eines Kernreaktors grundsätzlich unterschiedlich. Kurzlebige Neutronengifte wie Xenon-135 bleiben in Kraftwerken dauerhaft der Neutronenstrahlung ausgesetzt, während sie bei einer nuklearen Explosion unmittelbar nach ihrer Erzeugung in die Umwelt gelangen und keine Neutronen mehr absorbieren. Wissenschaftler können dieses Phänomen dafür nutzen, mit Sicherheit zu bestimmen ob eine gewisse radioaktive Kontamination aus der Havarie oder Leckage eines Kernkraftwerkes oder von einer Atombombe stammt.
Die Herausforderung während einer Wiederaufarbeitung ist die Trennung der besonders schädlichen Spaltprodukte von den noch nutzbaren Substanzen. Je nach gewünschter Nutzung kann hierbei die Definition von „schädlich“ erheblich variieren. Zum Beispiel sind stabile Silber-Isotope in abgebranntem Brennstoff enthalten und gelten aufgrund ihrer Wirkung als Neutronengift für die Verwendung eines Substanzgemisches als Kernbrennstoff als „schädlich“. Außerhalb von Kernbrennstoffen würden aber vermutlich die wenigsten Menschen stabile Silber-Isotope als „schädlich“ ansehen. Gleichzeitig ist das Caesium-Isotop 137Cs mit einer Halbwertszeit um 30 Jahre, der starken Reaktivität, der Bildung von wasserlöslichen Salzen und der Hitzeentwicklung für jegliche Verwendung außerhalb eines Kernkraftwerkes schädlich, kann jedoch in einem Kernkraftwerk toleriert werden, da der Neutronenquerschnitt dieses Nuklids recht gering ist, es also die Reaktivität kaum beeinflusst. Wenn Transmutation gewünscht ist, dann sind besonders chemisch reine Targets nötig. Je nach kernphysikalischen Eigenschaften muss auch die isotopische Zusammensetzung berücksichtigt werden – wenn der Beschuss mit Neutronen für jedes „deaktivierte“ Atom vier neue radioaktiv macht, dann hat das Unterfangen seinen Zweck verfehlt. Da Isotopentrennung erheblich teurer ist als chemische Separation, muss in den meisten Fällen die isotopische Zusammensetzung als gegeben angesehen werden, was zusätzlich die Zahl potentiell lohnenswerter Transmutationstargets reduziert.
Da man bis in die 1970er Jahre davon ausging, dass Uran rar sei und daher die Bestrebung hatte, Uran zu sparen (Peak Uranium), wurde die Forschung in die zivile Nutzung von Plutonium und Uran aus abgebrannten Brennstoff intensiviert. Es gab hierzu verschiedene Ansätze, unter anderem den schnellen Brüter, aber auch die Wiederaufarbeitung von Brennstoff. Bei der Wiederaufarbeitung ging es vorrangig darum, die Verwendung des ursprünglichen Urans zu optimieren, aus derselben Menge Uran also mehr Energie zu gewinnen. Der Gesichtspunkt der Verringerung hochradioaktiver Abfälle (hier vor allem Transuranabfälle) spielte zunächst keine Rolle, wird jedoch in jüngerer Zeit immer wieder ins Feld geführt. Wiederaufarbeitung zur Abfallverringerung kann zwar prinzipiell geeignet sein, jedoch ist das PUREX-Verfahren dafür denkbar ungeeignet (siehe Abschnitt „Vor- und Nachteile“).
Nachdem die verhältnismäßig hohen Uranpreise in den 1970er Jahren zur Entdeckung und Erschließung großer neuer Uranvorkommen führten, ist der Uranpreis im langjährigen Mittel seither so gering geblieben, dass die Kosten der Wiederaufarbeitung nach dem PUREX-Verfahren und anschließender Herstellung von MOX-Brennstoff höher sind als die Kosten für „neuen“ Brennstoff aus Uran.
Da einige der Spaltprodukte Lanthanoide und damit den Actinoiden chemisch sehr ähnlich sind, ist die Trennung der chemischen Elemente voneinander relativ schwierig. Alle denkbaren Prozesse geraten irgendwann an die Grenzen des wirtschaftlich Rechtfertigbaren und daher ist die Trennung kleinster Mengen (Gramm pro Tonne oder noch weniger) Spaltprodukte üblicherweise nicht das Ziel. Beim PUREX-Verfahren wird der Wert auf möglichst reines Uran bzw. Plutonium gelegt und diesem Ziel alle anderen Aspekte untergeordnet. Eine Gewinnung von Stoffen wie Americium-241 aus den „Abfällen“ unterbleibt trotz des hohen Marktwertes derartiger Substanzen zumeist, da der entsprechende Stoffstrom kaum wirtschaftlich vertretbar verarbeitet werden kann. Er wird stattdessen vitrifiziert und en bloc als Atommüll behandelt.

## Verfahren

Schema des PUREX-Prozesses

Im Prinzip ist das PUREX-Verfahren eine Form der Extraktion (genauer der Lösungsmittelgegenstromextraktion), bei der eine wässrige Phase (Brennstofflösung) und eine organische Phase (Extraktionsmittel) in engen Kontakt gebracht werden und sich anschließend wieder voneinander absetzen. Als Extraktionsmittel dient ein Phosphorsäureester (Tri-n-butyl-phosphat, Kurzbezeichnung: TBP), der mit 70 % C12–14-Alkanen (üblicherweise Kerosin) verdünnt ist. Daher wird das Extraktionsmittel auch kurz TBP-30 genannt.
Bei der Wiederaufarbeitung werden die Brennstäbe – zumeist inklusive der Zirkonium-Hüllrohre – zerschnitten und der Brennstoff mit allen Bestandteilen in heißer Salpetersäure aufgelöst. Das TBP-30 löst anschließend unter Komplexbildung selektiv die Nitrate des Urans und Plutoniums aus der salpetersauren Brennstofflösung heraus, während die Nitrate der Spaltprodukte in der wässrigen Phase zurückbleiben. Um möglichst hohe Extraktionsraten zu erreichen, müssen die im Gegenstrom zueinander geführten Flüssigkeiten gut miteinander vermengt werden. Anschließend setzen sich TBP und die wässrige Phase wieder selbsttätig voneinander ab, so dass die mit Uran und Plutonium beladene organische Phase und die wässrige Phase, in der sich die Nitrate der Spaltprodukte befinden, leicht voneinander getrennt werden können. Eine Weiterbearbeitung der wässrigen Phase – sei es zur Extraktion nutzbarer Stoffe oder zur Trennung besonders „problematischer“ von weniger schädlichen Stoffen – ist prinzipiell denkbar und Gegenstand der Forschung, unterbleibt jedoch zumeist.
Da der Trenneffekt eines einzigen Extraktionsschrittes nicht ausreicht, um die erforderlichen Reinheitsgrade zu erzielen, wird dieser Vorgang wiederholt in Mischapparaten durchgeführt, die hintereinander angeordnet sind. Als Mischapparate kommen Pulskolonnen oder Mischabsetzer zum Einsatz.
Es sind prinzipiell auch andere Verfahren der Wiederaufarbeitung denkbar, jedoch wurde das PUREX-Verfahren aus vorwiegend militärischen Gründen (Gewinnung chemisch reinen Plutoniums) entwickelt und seither als klassische Dual-Use-Technologie auch im zivilen Bereich angewandt.

## Vor- und Nachteile
Die Vorteile und Nachteile des PUREX-Verfahrens sind zum einen im Vergleich mit der Alternative „direkte Endlagerung“ und zum anderen mit alternativen Verfahren der Wiederaufarbeitung zu sehen.
Der Hauptvorteil des PUREX-Verfahrens ist, dass es großtechnisch etabliert und gut verstanden ist, da seit Jahrzehnten entsprechende Anlagen existieren, die bereits Tonnen an radioaktiven Material bearbeitet haben. War während des Manhattan Projects noch der inzwischen veraltete Bismuth phosphate process zur Abtrennung des Plutonium für die Atombomben zum Einsatz gekommen, wurde bereits in den 1940er Jahren am PUREX-Prozess geforscht und dieser bald zur großtechnischen Einsetzbarkeit geführt. Da die Sowjetunion das Manhattan Project mit Spionen wie Klaus Fuchs unterwandert hatte und weil Großbritannien selbst am Manhattan Project beteiligt war, war das grundlegende Verfahren schnell auch diesen Ländern bekannt und kam bei der Herstellung der Plutonium-Bomben sowohl dieser drei Länder als auch später Frankreichs, Indiens und Nordkoreas zum Einsatz. Insofern sind die Forschungsaufwände, die ein Land betreiben muss, um – zu welchem Zweck auch immer – Plutonium von Uran und Spaltprodukten zu trennen, zweifellos bei Verwendung des PUREX-Verfahrens am geringsten. Auch besteht die Gefahr nicht, sich in eine „technologische Sackgasse“ zu begeben, da dieses Verfahren nicht nur im Labormaßstab, sondern großtechnisch etabliert ist.
Ein je nach Betrachtungsweise Nach- oder Vorteil des PUREX-Verfahrens ist seine Dual-Use-Fähigkeit. Man kann sowohl aus „normalem“ abgebranntem Brennstoff reaktorfähiges Plutonium abspalten, als auch aus nur relativ kurz einer Neutronenstrahlung ausgesetztem Brennstoff waffenfähiges Plutonium extrahieren. Im Sinne der Proliferationsprävention wird daher die Verbreitung des PUREX-Verfahrens mit Bedenken gesehen. Die Regierung Jimmy Carter hat im Angesicht der indischen Atombombe die Wiederaufarbeitung zu zivilen Zwecken eingestellt und insbesondere unter Führung der Demokraten setzt sich die US-Regierung seither auch international dafür ein, dass diese nicht oder nicht mit dem PUREX-Verfahren geschieht. Tatsächlich ist in den letzten Jahren die meiste Forschung im Bereich der Alternativen zum PUREX-Prozess mit der – angeblichen oder tatsächlichen – Proliferationsresistenz dieser Verfahren begründet worden. Könnte ein Verfahren zur Wiederaufarbeitung mit geringerem militärischen Potenzial als PUREX entwickelt werden, so wäre klar, dass Akteure, die nach PUREX-Kapazitäten streben, dies zu militärischen Zwecken tun. So lange die Technologie glaubhafte zivile Anwendungen hat, besteht Glaubhafte Abstreitbarkeit, was entsprechende Bemühungen, Proliferation zu verhindern, verkompliziert.
Ein Vorteil von PUREX ist, dass sowohl relativ reines Uran als auch relativ reines Plutonium gewonnen werden kann. Das wird u. a. damit „erkauft“, dass ein nennenswerter Anteil des Urans wie des Plutoniums selbst zu „Abfall“ wird.
Ein Nachteil sind die großen Mengen an entstehendem Abfall, darunter auch potentiell noch nutzbare minore Actinoide und Spaltprodukte und sogar stabile Isotope von Edelmetallen. Die zu Beginn des Prozesses nicht radioaktiven Prozessflüssigkeiten werden ebenfalls radioaktiv kontaminiert und damit Bestandteil des hochradioaktiven Abfalls, sofern sie nicht dem Prozess wieder zugeführt werden können. Zwar ist die Aussage, Wiederaufarbeitung würde die Menge des Atommülls verringern, insofern zutreffend, als Uran und Plutonium zu großen Teilen wieder gewonnen werden können und somit zu weniger stark strahlenden Spaltprodukten „verfeuert“ werden können, jedoch nehmen Volumen und Masse des zu entsorgenden Materials beim PUREX-Verfahren enorm zu, da radioaktive mit nicht radioaktiven Substanzen „gestreckt“ werden – ohne dass dabei auch nur ein einziger zusätzlicher Atomkern radioaktiv würde.
Hieraus ergibt sich als weiterer Nachteil, dass die beim PUREX-Verfahren entstehende Abfälle nicht zur Transmutation geeignet sind. Transmutation ist ein Verfahren, bei dem durch Neutroneneinfang und anschließenden Betazerfall langlebige Radionuklide zu kurzlebigen oder stabilen Nukliden umgewandelt werden. Ziel dieses Verfahrens ist es, sowohl die Stärke der radioaktiven Strahlung als auch die Langlebigkeit der Substanzen signifikant zu reduzieren. Hierfür wird jedoch ein chemisch reiner und isotopisch geeigneter Ausgangsstoff benötigt. PUREX produziert diesen – mit Ausnahme von Uran und Plutonium – nicht. Da mit den Abfällen des PUREX-Verfahrens (Stand 2022) nichts weiter geplant ist als die Endlagerung, werden diese routinemäßig vitrifiziert, also in einen glasartigen Zustand überführt, von dem man hofft, dass er in geologischen Zeiträumen den Bedingungen in einem Endlager zu trotzen in der Lage sein soll. Dadurch wird es zusätzlich erschwert, allfällige technische Fortschritte einzusetzen, um bereits eingelagerte Abfälle der Transmutation oder anderweitiger Nutzung zuzuführen.
Auch das Ziel der möglichst effizienten Nutzung aller im ursprünglichen Brennstoff vorhandenen Energie wird vom PUREX-Prozess nur teilweise erreicht. Zwar wird der größte Teil der Masse – also die größten Teile des Urans und Plutoniums – zurückgewonnen, jedoch verbleiben die minoren Actinoide im Abfall. Minore Actinoide sind nicht nur aufgrund ihrer teilweise sehr langen Halbwertszeit (zum Teil mit Zerfallsketten mit mehreren Schritten großer Halbwertszeit) und dennoch hohen Radiotoxizität als Bestandteil radioaktiver Abfälle höchst bedenklich, sie sind auch allesamt durch schnelle Neutronen unter Energiefreisetzung spaltbar. Zwar wirken einzelne Isotope gewisser Actinoide im thermischen Neutronenspektrum (wie es in LWR vorherrscht) als Neutronengift, jedoch kann aus jedem Actinoid, welches selbst durch thermische Neutronen nicht spaltbar ist, durch eine ausreichende Zahl an Neutroneneinfängen ein spaltbares Material „erbrütet“ werden. Die Neutronenquerschnitte einiger Actinoid-Isotopen sind jedoch ungünstig, so dass sich diese mit der Zeit entsprechend anreichern. Folglich „verschwendet“ ein Verfahren, das wie PUREX die minoren Actinoide als Abfall entsorgt, einen signifikanten Teil der Energie, die im ursprünglichen Brennstoff vorhanden gewesen ist.
Ein Nachteil, der gegenwärtigen kritischen Uran-Reaktoren im thermischen Neutronenspektrum inhärent ist und sowohl bei PUREX als auch bei anderen Verfahren der Extraktion und Nutzung von Plutonium auftreten kann, ist folgender. Wenn MOX-Brennstoff den Reaktor verlässt, dann enthält auch dieser wiederum erhebliche Mengen spaltbaren Materials. Dies sind in erster Linie Isotope des Plutonium, wobei die Faustregel gilt, dass ungerade Massezahlen bei Uran und Plutonium spaltbare Isotope bedeuten. Bedauerlicherweise führt jedoch nicht jeder Neutroneneinfang von 239Pu zur Kernspaltung, sondern es entsteht dabei auch gelegentlich 240Pu, welches nicht spaltbar ist. Zwar kann 240Pu wiederum ein Neutron einfangen und zu spaltbarem 241Pu werden, jedoch ist der Neutronenquerschnitt von 240Pu derart ungünstig, dass bei gegebener thermischer Neutronendichte mehr 240Pu erzeugt als vernichtet wird. Eine gewisse Menge 240Pu kann toleriert werden, solange genug spaltbares Material vorhanden ist. Jedoch ist bei den Designparametern heutiger LWR irgendwann eine Grenze erreicht, die es nicht mehr möglich macht, eine Kernspaltung akzeptabler Parameter aufrechtzuerhalten. Aus diesem Grund wird üblicherweise „abgebrannter“ MOX-Brennstoff nicht noch einmal wiederaufgearbeitet bzw. wenn, dann nur zur Gewinnung des Urangehaltes. Theoretisch denkbar wäre „Downblending“, also die Mischung hoch und niedrig angereicherter Stoffe, in diesem Fall waffenfähiges Plutonium (fast reines 239Pu) mit entsprechend isotopisch minderwertigem Plutonium mit hohem 240Pu-Gehalt. Im Zuge der Friedensdividende wurden seitens der vormaligen Kontrahenten im Kalten Krieg im Zuge des Programms Megatons to Megawatts waffenfähige Plutoniumbestände zu MOX-Brennelementen verarbeitet und „verfeuert“. Es ist bekannt, dass bei 235U-Beständen dabei „Downblending“ angewandt wurde, dies scheint bei 239Pu jedoch nicht erfolgt zu sein. Es existieren nach wie vor weltweit große Vorräte an waffenfähigem Plutonium sowohl in Sprengköpfen als auch als „Rohmaterial“ für die Herstellung von Bomben für den Fall, dass dies den politischen Wünschen der Regierung entspricht.
Durch die Urananreicherung erhöht sich unweigerlich auch die Konzentration an 234U, welches in natürlichem Uran im Gleichgewicht mit 238U in einer Konzentration von 55 ppm vorhanden ist. 234U kann durch Neutroneneinfang in spaltbares 235U umgewandelt werden (also genau den „Brennstoff“ herkömmlicher Reaktoren), „verbraucht“ dabei aber ein Neutron. Je nach den genauen Parametern der Reaktion bzw. der Anreicherung kann der Anteil an 234U in mehrfach reprozessierten Uran so stark steigen, dass es die Parameter der Reaktion signifikant beeinflusst. Im schnellen Neutronenspektrum wird 234U sogar in nicht zu vernachlässigender Menge durch (n,2n)-Reaktionen aus 235U produziert
236U ist aus ähnlichen Gründen wie 234U problematisch, findet sich jedoch überhaupt nicht in natürlichem Uran. Es entsteht immer dann, wenn 235U ein Neutron einfängt, jedoch keine Kernspaltung erfolgt und reichert sich bei der Urananreicherung entsprechend seinem Atomgewicht auf der Seite mit den leichteren Isotopen an, also jener Seite, auf der 235U angereichert wird. Da die Urananreicherung allerdings sehr ineffizient arbeitet (die Massendifferenz zwischen den Isotopen bewegt sich im niedrigen einstelligen Prozentbereich, dazu kommen sechs Atome des 919F im gängigerweise verwendeten Uranhexafluorid), findet sich bei Anreicherungsgraden von 2–5 % 235U auch auf der „schweren“ Seite eine gegenüber dem normalen Niveau erhöhte Menge 236U. Sie reicht aus, die Radioaktivität dieses „abgereicherten reprozessierten Urans“ signifikant zu erhöhen. Aus diesem Grund ist es in den USA verboten, reprozessiertes Uran – auch nach Abreicherung – für Zwecke wie Uranmunition zu verwenden. 236U wird durch Absorption eines thermischen Neutrons (eine Reaktion mit relativ geringem Querschnitt) und folgenden Betazerfall zu 237Np, dem langlebigsten Isotop von Neptunium. Neptunium-237 ist zwar auch durch schnelle Neutronen spaltbar, gilt jedoch als problematischstes Transuran im Atommüll, da es chemisch mobiler als die anderen Transurane ist. Neptunium-237 findet Verwendung bei der Herstellung von Plutonium-238, welche für Radionuklidbatterien Verwendung findet. Da sowohl die Produktion von 238Pu aus 237Np als auch die chemische Abtrennung von 237Np in den letzten Jahren gegen Null gegangen ist, fürchten Anwender wie die NASA eine bedrohliche Verknappung von 238Pu, welches dringend für Weltraummissionen außerhalb der Saturnbahn benötigt wird, da Solarzellen in so großer Entfernung von der Sonne nicht mehr genug Leistung liefern.

## Alternativen
Neben dem „once through fuel cycle“ oder „offenen Brennstoffkreislauf“, bei dem jegliche Weiterverwendung von Uran und Plutonium im abgebrannten Brennstoff unterbleibt, gibt es die folgenden Alternativen zum PUREX-Verfahren, welche jedoch Stand 2022 gegenüber PUREX bzw. dem „offenen Brennstoffkreislauf“ nur untergeordnete Bedeutung haben:
- Pyroprocessing, ein Pyro-metallurgisches Verfahren, welches mit großer Hitze arbeitet und Actinoide von Spaltprodukten trennt, wurde am Argonne National Laboratory im Zuge des Prototyps Integral Fast Reactor semi-großtechnisch erfolgreich demonstriert.[1][2] Als Vorteil gilt hier, dass Uran und Plutonium nie voneinander getrennt werden, was die Proliferation schwieriger machen dürfte. Gleichzeitig erfordert allerdings der hohe Anteil minorer Actinoide gegebenenfalls ein schnelles Neutronenspektrum, um die Kettenreaktion in Gang zu halten – ein Gegenargument gegen den schnellen Brüter, welcher mit schnellen Neutronen arbeitet, war immer die Notwendigkeit hoch angereicherten potentiell waffenfähigen Materials als „Startbrennstoff“.
- „DUPIC“ (direct use of pressurized water reactor used fuel in CANDU) - Verwendung „abgebrannter“ Brennelemente aus herkömmlichen Reaktoren als Brennstoff in Schwerwasserreaktoren wie dem kanadischen CANDU wurde seit den 1990er Jahren in Südkorea und anderswo erprobt. Schwerwasserreaktoren finden sich u. a. in Indien, Kanada und Südkorea.[3][4] Aufgrund geringer eigener Uranvorkommen setzt Indien stark auf Schwerwasserreaktoren und hat mit dem IPHWR eine auf dem CANDU basierte Eigenentwicklung im Betrieb, welche künftig durch den – teilweise mit Thorium betriebenen – Advanced heavy-water reactor ergänzt werden soll.
- Einige Flüssigsalzreaktoren sind darauf ausgelegt, kontinuierlich Spaltprodukte aus der Salzschmelze, welche als „Brennelement“ bzw. Kühlmittel dient, abzuscheiden. Die Transuranabfälle sollen dabei in einer höheren Rate verbraucht als produziert werden.[5]
- Befürworter eines Thorium-Brennstoffkreislaufes vertreten die These, es sei möglich, nach geringen „Startladungen“ spaltbaren Materials (233U, 235U oder 239Pu), kontinuierlich Brennstoff aus Thorium zu „erbrüten“ und zum Aufrechterhalten der Kettenreaktion kontinuierlich zu verwenden.[6] Kritiker sagen, es sei trotzdem nötig, 233U vom Thorium abzutrennen, um es zur Aufrechterhaltung einer Kettenreaktion nutzen zu können. Uran, Plutonium und minore Actinoide fallen bei der Verwendung von Thorium in deutlich geringerer Menge an als bei der Verwendung von 235U/238U Brennstoff, jedoch treten sowohl bedenkliche Uran-Isotope (z. B. 232U) als auch langlebige Spaltprodukte in Erscheinung.[7]
  - Thorium-Flüssigsalzreaktoren (z. B. LFTR) kombinieren die beiden oben genannten Ansätze und waren bereits in den 1960er Jahren und 1970er Jahren aufgrund damals angenommener Uranknappheit Gegenstand intensiver Forschung.[8] Mit dem Verfall der Uranpreise in den 1970er Jahren erlahmte das Interesse, im Zuge der so genannten „Renaissance der Kernenergie“ sind jedoch insbesondere Befürworter der Thorium-Flüssigsalztechnologie im einundzwanzigsten Jahrhundert wieder vernehmbar geworden.

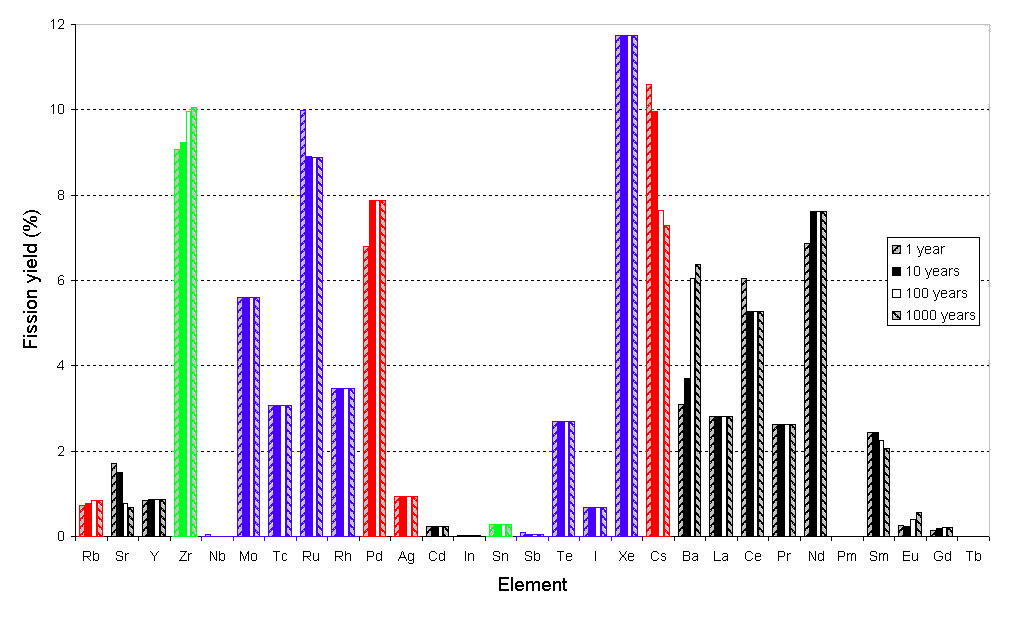
Spaltprodukte nach Anteil (“yield” - Summe 200 %, nicht 100 %) - Farblegende: blau: volatil oder bildet volatiles Fluorid grün: bildet kein volatiles Fluorid, aber bildet volatiles Chlorid rot: weder volatiles Fluorid noch volatiles Chlorid, aber das Element selbst ist bei ausreichend hoher Temperatur volatil schwarz: verbleibt als Feststoff

- Halogen-Volatilität ist ein Verfahren, welches die Tatsache ausnutzt, dass die meisten Elemente Verbindungen mit Halogenen eingehen und jene unterschiedliche Eigenschaften haben. Prinzipiell sind alle Halogene als Reaktionspartner geeignet, aber da Uranhexafluorid aus der Urananreicherung bereits gut bekannt ist und Fluor besonders reaktiv ist, fokussiert sich die Forschung vor allem auf Fluoride volatility. Vereinfacht gesagt, lässt sich eine Fluor-Verbindung umso leichter in die Gasphase überführen, je mehr Fluor stöchiometrisch pro Nicht-Fluor-Atom vorhanden ist. Folglich bilden ein- oder zweiwertige Elemente häufig Verbindungen, welche gar nicht in die Gasphase überführbar sind, und als Feststoff verbleiben. Die gasförmigen Fluorverbindungen können zum Beispiel fraktionierend destilliert werden (wie die unterschiedlichen Fraktionen bei der Raffinierung von Erdöl) oder analog der Urananreicherung in Zentrifugen nach Atomgewicht „sortiert“ werden. Problematisch ist hier vor allem die chemische Aggressivität von Fluor und vieler seiner Verbindungen sowie die Möglichkeit von Leckagen beim Arbeiten mit gasförmigen Material. Vorteilhaft ist, dass Uran bereits als Hexafluorid anfällt, welches zum Beispiel für die Anreicherung verwendet werden kann. Die in der festen Phase zurück bleibenden Stoffe beinhalten allerdings sowohl minore Actinoide als auch Spaltprodukte, was weitere Bearbeitung erforderlich macht, wenn die Gewinnung dieser Stoffe gewünscht ist. Viele Alkalimetalle und einige Erdalkalimetalle bilden gut wasserlösliche Chloride bzw. Fluoride, welche einen hohen Siedepunkt haben. Diese Verbindungen könnten mittels Lösung in Wasser aus dem festen Rückstand der Reaktion mit Fluor bzw. Chlor extrahiert werden und dann wahlweise endgelagert oder weiter bearbeitet werden.[9][10]
- Elektrochemische Verfahren überführen das Ausgangsmaterial in geeignete Salze und fällen dann mittels Stromfluss die Stoffe aus der Schmelze bzw. Lösung entsprechend ihrem Standardpotential an der Anode oder der Kathode aus. Die Elektroden sollten frei von Graphit sein, da Graphit ein guter Neutronenmoderator ist, der bereits in natürlichem Uran Kritikalität erzeugen kann. Womöglich ist hier sogar die Extraktion von Platinmetallen wie Ruthenium oder Rhodium möglich, deren radioaktive Isotope im Wesentlichen Anmerkung bereits im Abklingbecken zerfallen sind.[11][12]
- Subkritische Reaktoren wie das Accelerator Driven System arbeiten mit einer Neutronenquelle und nicht mit einer sich selbst aufrecht erhaltenden Kettenreaktion. Sie erlauben die Verwendung aller spaltbaren Stoffe ohne Beachtung des Anteils verzögerter Neutronen, da keine Kritikalität erreicht wird und dadurch der Unterschied zwischen „verzögert kritisch“ und prompt kritisch irrelevant wird. Wenn das Verhalten des Brennstoffes hinreichend bekannt ist, kann sogar der Akkumulation von Neutronengiften mit entsprechendem „Hochregeln“ der Neutronenquelle begegnet werden. Subkritische Reaktoren werden sowohl zur Stromerzeugung als auch zur Transmutation vorgeschlagen und das Forschungsprojekt MYRRHA ist im Wesentlichen ein subkritischer Kernreaktor.

## Forschung
Da PUREX ein etabliertes Verfahren ist, dessen Abschaffung durch die dann erforderliche Stilllegung etlicher großtechnischer Anlagen erhebliche versunkene Kosten bedeuten würde, hat in der Vergangenheit viel Forschung zur Verbesserung der Wiederaufarbeitung auf geringfügigen Modifikationen des PUREX-Prozesses aufgebaut. Hierbei kann grob unterschieden werden in: Ansätze zur Effizienzsteigerung der Extraktion, zur Reduzierung der Abfallmenge, zur Verringerung des Proliferationsrisikos und Ansätze, welche zusätzlich zu Plutonium und Uran andere Substanzen extrahieren sollen – vor allem die minoren Actinoide, aber auch langlebige Spaltprodukte wie Technetium-99 oder besonders stark an der problematischen Hitzeentwicklung in den ersten Jahrzehnten beteiligte Radionuklide wie Strontium-90 und Caesium-137.
Ansätze, die in der Forschung verfolgt werden, sind zum Beispiel andere chemische Zusammensetzungen der Extraktionsflüssigkeit, so dass es möglich würde, durch Verbrennen derselben das zu entsorgende Volumen wieder zu reduzieren. Es ist bereits heute Stand der Technik, brennbare schwach radioaktive Abfälle (also zum Beispiel schwach kontaminierte Kleidung oder Papier o. ä.) zu verbrennen, um deren Volumen zu verringern.